# Betuloxys kamijoi
Betuloxys kamijoi är en stekelart som först beskrevs av Hajimu Takada 1968.  Betuloxys kamijoi ingår i släktet Betuloxys och familjen bracksteklar. Inga underarter finns listade.